# 2006年世界房車錦標賽土耳其站
2006年世界房車錦標賽土耳其站是2006年度世界房車錦標賽的第八站賽事，正式比賽在2006年9月24日於土耳其伊斯坦堡公園賽道上舉行。這是第二次在土耳其舉行賽事。第一回合由寶馬車隊的辛拿迪勝出，第二回合由西亞車隊的泰基尼勝出。